# Velerilec
Velerilec (znanstveno ime Macroglossum stellatarum) je nočni metulj z dolgim rilcem. Uvrščamo ga v družino veščcev ali somračnikov (Sphingidae).
Pojavi se spomladi v času cvetenja kovačnika, a ga vidimo tudi še jeseni. Čeprav leta tudi podnevi, mu je ljubši mrak. Njegov življenjski krog se začne z zelenkastimi do rjavkastimi gosenicami, ki se prehranjujejo s pravim broščem, lakoto ali zvezdicami.
Zaradi videza in gibanja ga mnogo ljudi zamenja za kolibrija, čeprav ni ptič.